# Poupée de cire, poupée de son
Poupée de cire, poupée de son (Lutka od voska, pjevajuća lutka) je pjesma koju je pjevala francuska pjevačica France Gall na Euroviziji 1965. i koja je na kraju natjecanja odnijela pobijedu. Pjesmu je skladao Serge Gainsbourg koji je ujedno i napisao tekst. Bila je veliki hit u zemljama Europe te je izvršila velik utjecaj na pop pjesme koje su se pojavile na natjecanju narednih godina. Također, ovo je bila prva pjesma koja je pobijedila a da žanrovski nije bila balada.
Pjevačica govori o sebi kao o lutki od voska koja samo zna pjevati. Kroz pjesmu preispituje sama sebe da li zna i može bolje od toga. Cijelo vrijeme gleda na život nerealno, kroz "ružičaste naočale", kako sama opisuje. Kaže kako njezin proziran karakter mogu svi vidjeti kroz tisuće ploče s njezinim pjesmama. Uviđa besmislicu u svom načinu života jer ne zna ništa o momcima, makar neprestano pjeva ljubavne pjesme. Pjesmu zaključuje s obećanjem da će jednoga dana živjeti teme svojih pjesama, sretna u ljubavi koju se neće bojati primiti od drugih.
Pjesma je u večeri natjecanja bila izvedena 15. po redu, nakon For Din Skyld  Birgite Brüel iz Danske i prije Aurinko Laskee Länteen  Viktora Klimenka iz Finske. Osvojila je ukupno 32 boda.